# KdV方程
科特韦赫-德弗里斯方程（英語：Korteweg-De Vries equation），一般简称KdV方程，是1895年由荷兰数学家科特韦赫和德弗里斯共同发现的一种偏微分方程。关于实自变量x 和t 的函数φ所满足的KdV方程形式如下：
{\displaystyle \partial _{t}\phi -6\phi \partial _{x}\phi +\partial _{x}^{3}\phi =0}
KdV方程的解为簇集的孤立子（又称孤子，孤波）。

## KdV方程的行波解
KdV 方程有多种孤波解。

钟形孤波解
扭形孤波解
暗孤波解

{\displaystyle \phi (x,t)={\frac {1}{2}}\,c\,\mathrm {sech} ^{2}\left[{{\sqrt {c}} \over 2}(x-c\,t-a)\right]}
- 扭形孤波解

{\displaystyle \phi (x,t)=k\,\mathrm {tanh} [k(x+2tk^{2}+c)]}
- 暗孤波解

{\displaystyle \phi (x,t)=a+b\,\mathrm {tanh} (1+cx+dt)^{2}}
- 钟形孤波解
- 扭形孤波解
- 暗孤波解

## tanh 法解
利用Maple tanh 法可得 孤立子解：。
{\displaystyle {u(x,t)=(1/6)*(4*_{C}2^{3}-_{C}3)/_{C}2-2*_{C}2^{2}*csc(_{C}1+_{C}2*x+_{C}3*t)^{2}}}
{\displaystyle {u(x,t)=(1/6)*(4*_{C}2^{3}-_{C}3)/_{C}2-2*_{C}2^{2}*sec(_{C}1+_{C}2*x+_{C}3*t)^{2}}}
{\displaystyle u(x,t)=-(1/6)*(4*_{C}2^{3}+_{C}3)/_{C}2-2*_{C}2^{2}*csch(_{C}1+_{C}2*x+_{C}3*t)^{2}}
{\displaystyle {u(x,t)=-(1/6)*(4*_{C}2^{3}+_{C}3)/_{C}2+2*_{C}2^{2}*sech(_{C}1+_{C}2*x+_{C}3*t)^{2}}}
{\displaystyle {u(x,t)=(1/6)*(8*_{C}2^{3}-_{C}3)/_{C}2-2*_{C}2^{2}*coth(_{C}1+_{C}2*x+_{C}3*t)^{2}}}
{\displaystyle {u(x,t)=(1/6)*(8*_{C}2^{3}-_{C}3)/_{C}2-2*_{C}2^{2}*tanh(_{C}1+_{C}2*x+_{C}3*t)^{2}}}
{\displaystyle {u(x,t)=-(1/6)*(8*_{C}2^{3}+_{C}3)/_{C}2-2*_{C}2^{2}*cot(_{C}1+_{C}2*x+_{C}3*t)^{2}}}
{\displaystyle {u(x,t)=-(1/6)*(8*_{C}2^{3}+_{C}3)/_{C}2-2*_{C}2^{2}*tan(_{C}1+_{C}2*x+_{C}3*t)^{2}}}
{\displaystyle {u(x,t)=(1/6)*(-8*_{C}3^{3}+4*_{C}3^{3}*_{C}1^{2}-_{C}4)/_{C}3+2*_{C}3^{2}*JacobiDN(_{C}2+_{C}3*x+_{C}4*t,_{C}1)^{2}}}
{\displaystyle {u(x,t)=(1/6)*(-8*_{C}3^{3}+4*_{C}3^{3}*_{C}1^{2}-_{C}4)/_{C}3+(2*_{C}3^{2}-2*_{C}3^{2}*_{C}1^{2})*JacobiND(_{C}2+_{C}3*x+_{C}4*t,_{C}1)^{2}}}
{\displaystyle {u(x,t)=(1/6)*(4*_{C}3^{3}*_{C}1^{2}+4*_{C}3^{3}-_{C}4)/_{C}3-2*_{C}3^{2}*JacobiNS(_{C}2+_{C}3*x+_{C}4*t,_{C}1)^{2}}}
{\displaystyle {u(x,t)=(1/6)*(4*_{C}3^{3}*_{C}1^{2}+4*_{C}3^{3}-_{C}4)/_{C}3-2*_{C}3^{2}*_{C}1^{2}*JacobiSN(_{C}2+_{C}3*x+_{C}4*t,_{C}1)^{2}}}
{\displaystyle {u(x,t)=-(1/6)*(8*_{C}3^{3}*_{C}1^{2}-4*_{C}3^{3}+_{C}4)/_{C}3+(-2*_{C}3^{2}+2*_{C}3^{2}*_{C}1^{2})*JacobiNC(_{C}2+_{C}3*x+_{C}4*t,_{C}1)^{2}}}
{\displaystyle {u(x,t)=-(1/6)*(8*_{C}3^{3}*_{C}1^{2}-4*_{C}3^{3}+_{C}4)/_{C}3+2*_{C}3^{2}*_{C}1^{2}*JacobiCN(_{C}2+_{C}3*x+_{C}4*t,_{C}1)^{2}}}
{\displaystyle 9.81207-7.70406*I+5.44331*arctanh(10.4881/{\sqrt {(}}-110.*csc(1.40000+1.50000*x+1.60000*t)^{2}+110.))}
{\displaystyle 9.81207-7.70406*I-5.44331*arctan(10.4881/{\sqrt {(}}-110.*csch(1.40000+1.50000*x+1.60000*t)^{2}-110.))}
{\displaystyle 9.81207-7.70406*I+5.44331*arctan(10.4881/{\sqrt {(}}-110.*csch(1.40000+1.50000*x+1.60000*t)^{2}-110.))}

## 三维行波图
|  |  |  |  |

|  |  |  |  |

|  |  |  |  |

|  |  |  |  |

|  |  |  |  |

## 联系
KdV方程在物理学的许多领域都有应用，例如等离子体磁流波、离子声波、非谐振晶格振动、低温非线性晶格声子波包的热激发、液体气体混合物的压力表等。
KdV方程也可以用逆散射技术求解。

## 相关
- 格罗斯–皮塔耶夫斯基方程
- 孤立子

## 延伸阅读
- Korteweg, D. J. and de Vries, F. "On the Change of Form of Long Waves Advancing in a Rectangular Canal, and on a New Type of Long Stationary Waves." Philosophical Magazine, 39, 422–443, 1895.
- P. G. Drazin. Solitons. Cambridge University Press, 1983.